# 佩尔施灵河畔魏森基兴
佩尔施灵河畔魏森基兴是奥地利下奥地利州圣帕尔滕兰县的一个市镇。总面积23.8平方公里，总人口1320人，人口密度55.5人/平方公里（2005年）。